# Simulium sasai
Simulium sasai es una especie de insecto del género Simulium, familia Simuliidae, orden Diptera.
Fue descrita científicamente por Rubstov, 1962.